# 謝爾蓋·烏斯秋戈夫

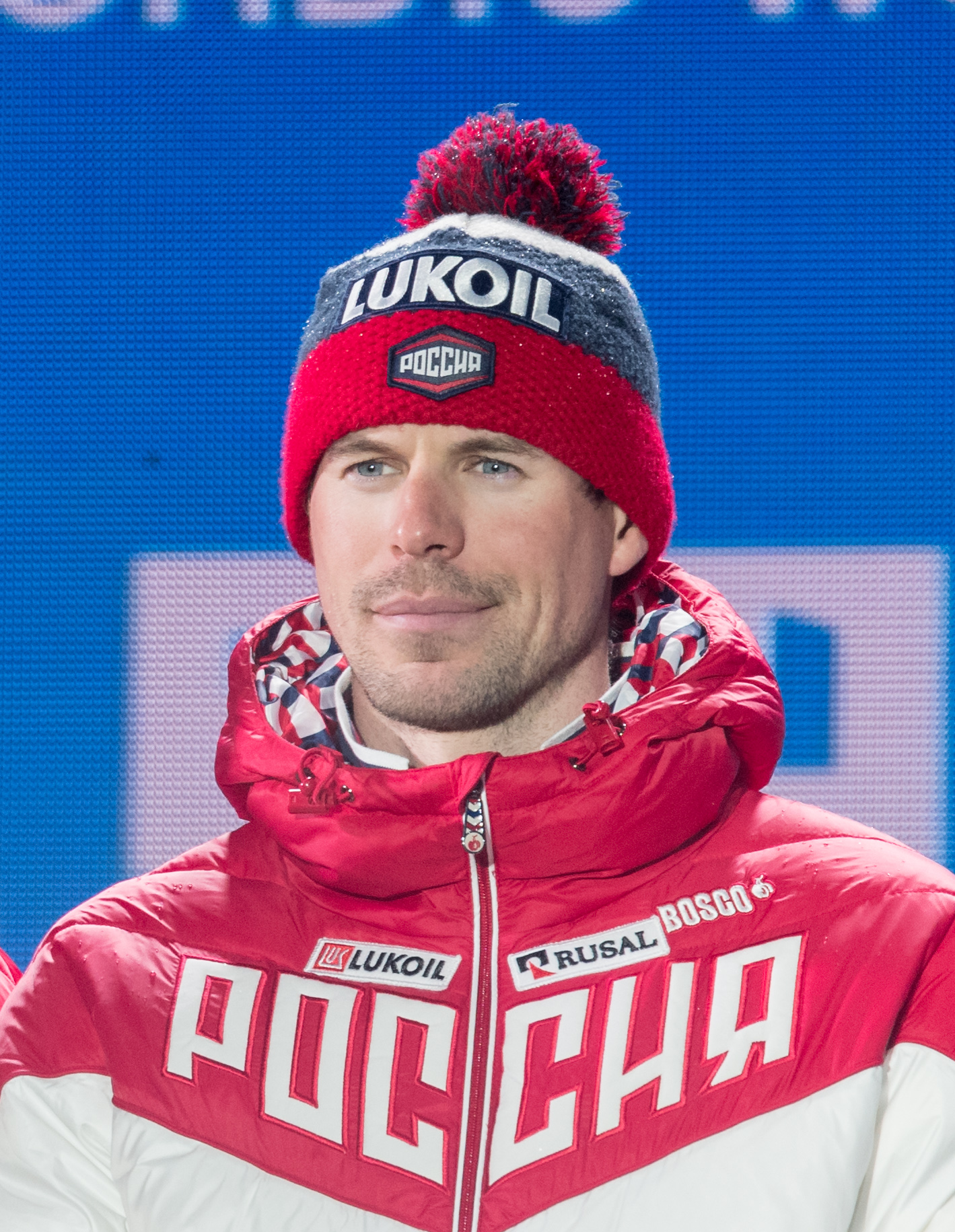
谢尔盖·乌斯秋戈夫，2019年

謝爾蓋·烏斯秋戈夫（俄语：Сергей Устюгов，1992年4月8日—），俄羅斯越野滑雪運動員，他代表俄羅斯奧林匹克委員會隊參加了中國舉行的2022年冬季奧林匹克運動會，並且在男子4×10公里接力比賽上獲得金牌。